# Campeonato Europeo de Natación de 2022
El XXXVI Campeonato Europeo de Natación se celebró en Roma (Italia) entre el 11 y el 21 de agosto de 2022 bajo la organización de la Liga Europea de Natación (LEN) y la Federación Italiana de Natación.
Se realizaron competiciones de natación, natación artística, saltos, saltos de gran altura y natación en aguas abiertas. Los primeros cuatro deportes se realizaron en las instalaciones del Foro Italico, las competiciones de aguas libres se efectuaron en la localidad costera de Lido di Ostia.
Los deportistas de Rusia y Bielorrusia fueron excluidos de este campeonato debido a la invasión rusa de Ucrania.

## Calendario
| ● | Ceremonia de apertura | ● | Preliminares | 1 | Finales | ● | Ceremonia de clausura |

| Agosto de 2022             | 11 jue | 12 vie | 13 sáb | 14 dom | 15 lun | 16 mar | 17 mié | 18 jue | 19 vie | 20 sáb | 21 dom | Finales por deporte |
| -------------------------- | ------ | ------ | ------ | ------ | ------ | ------ | ------ | ------ | ------ | ------ | ------ | ------------------- |
| Ceremonias                 | ●      |        |        |        |        |        |        |        |        |        | ●      |                     |
| Natación en aguas abiertas |        |        |        |        |        |        |        |        |        | 2      | 3      | 5                   |
| Natación                   | 3      | 6      | 7      | 5      | 6      | 7      | 9      |        |        |        |        | 43                  |
| Natación artística         | 1      | 3      | 2      | 3      | 3      |        |        |        |        |        |        | 12                  |
| Saltos                     |        |        |        |        | 1      | 2      | 2      | 2      | 2      | 2      | 2      | 13                  |
| Saltos de gran altura      |        |        |        |        |        |        |        |        | 1      | 1      |        | 2                   |
| Finales por día            | 4      | 9      | 9      | 8      | 10     | 9      | 11     | 2      | 3      | 5      | 5      | 75                  |

## Resultados de natación

### Masculino
| Evento                    | Oro                                                                                         | Plata                                                                                   | Bronce                                                                                  |
| ------------------------- | ------------------------------------------------------------------------------------------- | --------------------------------------------------------------------------------------- | --------------------------------------------------------------------------------------- |
| 50 m libre (17.08)        | Benjamin Proud Reino Unido 21,58                                                            | Leonardo Deplano · Italia · 21,60                                                       | Kristian Golomeev · Grecia · 21,75                                                      |
| 100 m libre (13.08)       | David Popovici · Rumania · 46,86 RM                                                         | Kristóf Milák · Hungría · 47,47                                                         | Alessandro Miressi · Italia · 47,63                                                     |
| 200 m libre (15.08)       | David Popovici · Rumania · 1:42,97                                                          | Antonio Djakovic · Suiza · 1:45,60                                                      | Felix Auböck · Austria · 1:45,89                                                        |
| 400 m libre (17.08)       | Lukas Märtens · Alemania · 3:42,50                                                          | Antonio Djakovic · Suiza · 3:43,93                                                      | Henning Mühlleitner · Alemania · 3:44,53                                                |
| 800 m libre (13.08)       | Gregorio Paltrinieri · Italia · 7:40,86                                                     | Lukas Märtens · Alemania · 7:42,65                                                      | Lorenzo Galossi · Italia · 7:43,37                                                      |
| 1500 m libre (16.08)      | Myjailo Romanchuk · Ucrania · 14:36,10                                                      | Gregorio Paltrinieri · Italia · 14:39,79                                                | Damien Joly Francia 14:50,86                                                            |
| 50 m espalda (15.08)      | Apóstolos Jristu · Grecia · 24,36                                                           | Thomas Ceccon · Italia · 24,40                                                          | Ole Braunschweig · Alemania · 24,68                                                     |
| 100 m espalda (17.08)     | Thomas Ceccon · Italia · 52,21                                                              | Apóstolos Jristu · Grecia · 52,24                                                       | Yohann Ndoye-Brouard Francia 52,92                                                      |
| 200 m espalda (13.08)     | Yohann Ndoye-Brouard Francia 1:55,62                                                        | Benedek Kovács · Hungría · 1:56,03                                                      | Luke Greenbank Reino Unido 1:56,15                                                      |
| 50 m braza (16.08)        | Nicolò Martinenghi · Italia · 26,33                                                         | Simone Cerasuolo · Italia · 26,95                                                       | Lucas Matzerath · Alemania · 27,11                                                      |
| 100 m braza (12.08)       | Nicolò Martinenghi · Italia · 58,26                                                         | Federico Poggio · Italia · 58,98                                                        | Andrius Šidlauskas · Lituania · 59,50                                                   |
| 200 m braza (14.08)       | James Wilby Reino Unido 2:08,96                                                             | Matti Mattsson · Finlandia · 2:09,40                                                    | Luca Pizzini · Italia · 2:09,97                                                         |
| 50 m mariposa (12.08)     | Thomas Ceccon · Italia · 22,89                                                              | Maxime Grousset Francia 22,97                                                           | Diogo Ribeiro Portugal 23,07                                                            |
| 100 m mariposa (14.08)    | Kristóf Milák · Hungría · 50,33                                                             | Noè Ponti · Suiza · 50,87                                                               | Jakub Majerski · Polonia · 51,21                                                        |
| 200 m mariposa (16.08)    | Kristóf Milák · Hungría · 1:52,01                                                           | Richárd Márton · Hungría · 1:54,78                                                      | Alberto Razzetti · Italia · 1:55,01                                                     |
| 200 m estilos (17.08)     | Hubert Kós · Hungría · 1:57,72                                                              | Alberto Razzetti · Italia · 1:57,82                                                     | Gabriel Lopes Portugal 1:58,34                                                          |
| 400 m estilos (11.08)     | Alberto Razzetti · Italia · 4:10,60                                                         | Dávid Verrasztó · Hungría · 4:12,58                                                     | Pier Andrea Matteazzi · Italia · 4:13,29                                                |
| 4 × 100 m libre (14.08)   | Italia · Alessandro Miressi · Thomas Ceccon · Lorenzo Zazzeri · Manuel Frigo · 3:10,50      | Hungría · Nándor Németh · Szebasztián Szabó · Dániel Mészáros · Kristóf Milák · 3:12,43 | Reino Unido Jacob Whittle Matthew Richards Thomas Dean Edward Mildred 3:12,70           |
| 4 × 200 m libre (11.08)   | Hungría · Nándor Németh · Richárd Márton · Balázs Holló · Kristóf Milák · 7:05,38           | Italia · Marco De Tullio · Lorenzo Galossi · Gabriele Detti · Stefano Di Cola · 7:06,25 | Francia Hadrien Salvan Wissam-Amazigh Yebba Enzo Tesic Roman Fuchs 7:06,97              |
| 4 × 100 m estilos (17.08) | Italia · Thomas Ceccon · Nicolò Martinenghi · Matteo Rivolta · Alessandro Miressi · 3:28,46 | Francia Yohann Ndoye-Brouard Antoine Viquerat Clément Secchi Maxime Grousset 3:32,50    | Austria · Bernhard Reitshammer · Valentin Bayer · Simon Bucher · Heiko Gigler · 3:33,28 |

### Femenino
| Evento                    | Oro                                                                                               | Plata                                                                            | Bronce                                                                                        |
| ------------------------- | ------------------------------------------------------------------------------------------------- | -------------------------------------------------------------------------------- | --------------------------------------------------------------------------------------------- |
| 50 m libre (16.08)        | Sarah Sjöström · Suecia · 23,91                                                                   | Katarzyna Wasick · Polonia · 24,20                                               | Valerie van Roon · Países Bajos · 24,64                                                       |
| 100 m libre (12.08)       | Marrit Steenbergen · Países Bajos · 53,24                                                         | Charlotte Bonnet Francia 53,62                                                   | Freya Anderson Reino Unido 53,63                                                              |
| 200 m libre (14.08)       | Marrit Steenbergen · Países Bajos · 1:56,36                                                       | Freya Anderson Reino Unido 1:56,52                                               | Isabel Marie Gose · Alemania · 1:57,09                                                        |
| 400 m libre (17.08)       | Isabel Marie Gose · Alemania · 4:04,13                                                            | Simona Quadarella · Italia · 4:04,77                                             | Ajna Késely · Hungría · 4:08,00                                                               |
| 800 m libre (12.08)       | Simona Quadarella · Italia · 8:20,54                                                              | Isabel Marie Gose · Alemania · 8:22,01                                           | Merve Tuncel Turquía 8:24,33                                                                  |
| 1500 m libre (15.08)      | Simona Quadarella · Italia · 15:54,15                                                             | Viktória Mihályvári-Farkas · Hungría · 16:02,15                                  | Martina Caramignoli · Italia · 16:12,39                                                       |
| 50 m espalda (14.08)      | Analia Pigrée Francia 27,27                                                                       | Silvia Scalia · Italia · 27,53                                                   | Maaike de Waard · Países Bajos · 27,54                                                        |
| 100 m espalda (16.08)     | Margherita Panziera · Italia · 59,40                                                              | Medi Harris Reino Unido 59,46                                                    | Kira Toussaint · Países Bajos · 59,53                                                         |
| 200 m espalda (12.08)     | Margherita Panziera · Italia · 2:07,13                                                            | Katie Shanahan Reino Unido 2:09,26                                               | Dóra Molnár · Hungría · 2:09,73                                                               |
| 50 m braza (17.08)        | Rūta Meilutytė · Lituania · 29,59                                                                 | Benedetta Pilato · Italia · 29,71                                                | Imogen Clark Reino Unido 30,31                                                                |
| 100 m braza (13.08)       | Benedetta Pilato · Italia · 1:05,97                                                               | Lisa Angiolini · Italia · 1:06,34                                                | Rūta Meilutytė · Lituania · 1:06,50                                                           |
| 200 m braza (15.08)       | Lisa Mamié · Suiza · 2:23,27                                                                      | Martina Carraro · Italia · 2:23,64                                               | Kotryna Teterevkova · Lituania · 2:24,16                                                      |
| 50 m mariposa (13.08)     | Sarah Sjöström · Suecia · 24,96                                                                   | Marie Wattel Francia 25,33                                                       | Maaike de Waard · Países Bajos · 25,62                                                        |
| 100 m mariposa (15.08)    | Louise Hansson · Suecia · 56,66                                                                   | Marie Wattel Francia 56,80                                                       | Lana Pudar Bosnia y Herzegovina 57,27                                                         |
| 200 m mariposa (17.08)    | Lana Pudar Bosnia y Herzegovina 2:06,81                                                           | Helena Bach Dinamarca 2:07,30                                                    | Ilaria Cusinato · Italia · 2:07,77                                                            |
| 200 m estilos (16.08)     | Anastasia Gorbenko Israel 2:10,92                                                                 | Marrit Steenbergen · Países Bajos · 2:11,14                                      | Sara Franceschi · Italia · 2:11,38                                                            |
| 400 m estilos (13.08)     | Viktória Mihályvári-Farkas · Hungría · 4:37,56                                                    | Zsuzsanna Jakabos · Hungría · 4:39,79                                            | Freya Colbert Reino Unido 4:4,06                                                              |
| 4 × 100 m libre (13.08)   | Reino Unido Lucy Hope Anna Hopkin Medi Harris Freya Anderson 3:36,47                              | Suecia · Sarah Sjöström · Louise Hansson · Sara Junevik · Sofia Åstedt · 3:37,29 | Países Bajos · Kim Busch · Tessa Giele · Valerie van Roon · Marrit Steenbergen · 3:37,59      |
| 4 × 200 m libre (11.08)   | Países Bajos · Imani de Jong · Silke Holkenborg · Janna van Kooten · Marrit Steenbergen · 7:54,07 | Reino Unido Freya Colbert Lucy Hope Medi Harris Freya Anderson 7:54,73           | Hungría · Nikolett Pádár · Katinka Hosszú · Ajna Késely · Lilla Ábrahám · 7:55,73             |
| 4 × 100 m estilos (17.08) | Suecia · Hanna Rosvall · Sophie Hansson · Louise Hansson · Sarah Sjöström · 3:55,25               | Francia Pauline Mahieu Charlotte Bonnet Marie Wattel Béryl Gastaldello 3:56,36   | Países Bajos · Kira Toussaint · Tes Schouten · Maaike de Waard · Marrit Steenbergen · 3:57,01 |

### Mixto
| Evento                    | Oro                                                                                           | Plata                                                                                     | Bronce                                                                             |
| ------------------------- | --------------------------------------------------------------------------------------------- | ----------------------------------------------------------------------------------------- | ---------------------------------------------------------------------------------- |
| 4 × 100 m libre (15.08)   | Francia Maxime Grousset Charles Rihoux Charlotte Bonnet Marie Wattel 3:22,80                  | Reino Unido Thomas Dean Matthew Richards Anna Hopkin Freya Anderson 3:23,30               | Suecia · Björn Seeliger · Robin Hanson · Sarah Sjöström · Louise Hansson · 3:23,40 |
| 4 × 200 m libre (16.08)   | Reino Unido Thomas Dean Matthew Richards Freya Colbert Freya Anderson 7:28,16                 | Francia Hadrien Salvan Wissam-Amazigh Yebba Charlotte Bonnet Lucile Tessariol 7:29,25     | Italia · Stefano Di Cola · Matteo Ciampi · Alice Mizzau · Noemi Cesarano · 7:31,85 |
| 4 × 100 m estilos (12.08) | Países Bajos · Kira Toussaint · Arno Kamminga · Nyls Korstanje · Marrit Steenbergen · 3:41,73 | Italia · Thomas Ceccon · Nicolò Martinenghi · Elena Di Liddo · Silvia Di Pietro · 3:43,61 | Reino Unido Medi Harris James Wilby Jacob Peters Anna Hopkin 3:44,69               |

### Medallero
| Núm. | País                 | Oro | Plata | Bronce | Total |
| ---- | -------------------- | --- | ----- | ------ | ----- |
| 1    | Italia               | 13  | 13    | 9      | 35    |
| 2    | Hungría              | 5   | 7     | 3      | 15    |
| 3    | Reino Unido          | 4   | 5     | 6      | 15    |
| 4    | Países Bajos         | 4   | 1     | 6      | 11    |
| 5    | Suecia               | 4   | 1     | 1      | 6     |
| 6    | Francia              | 3   | 7     | 3      | 13    |
| 7    | Alemania             | 2   | 2     | 4      | 8     |
| 8    | Rumania              | 2   | 0     | 0      | 2     |
| 9    | Suiza                | 1   | 3     | 0      | 4     |
| 10   | Grecia               | 1   | 1     | 1      | 3     |
| 11   | Lituania             | 1   | 0     | 3      | 4     |
| 12   | Bosnia y Herzegovina | 1   | 0     | 1      | 2     |
| 13   | Israel               | 1   | 0     | 0      | 1     |
| 13   | Ucrania              | 1   | 0     | 0      | 1     |
| 15   | Polonia              | 0   | 1     | 1      | 2     |
| 16   | Dinamarca            | 0   | 1     | 0      | 1     |
| 16   | Finlandia            | 0   | 1     | 0      | 1     |
| 18   | Austria              | 0   | 0     | 2      | 2     |
| 18   | Portugal             | 0   | 0     | 2      | 2     |
| 20   | Turquía              | 0   | 0     | 1      | 1     |
|      | TOTAL                | 43  | 43    | 43     | 129   |

## Resultados de saltos

### Masculino
| Evento                          | Oro                                             | Plata                                                | Bronce                                                 |
| ------------------------------- | ----------------------------------------------- | ---------------------------------------------------- | ------------------------------------------------------ |
| Trampolín 1 m (18.08)           | Jack Laugher Reino Unido 413,40 pts.            | Lorenzo Marsaglia · Italia · 396,25 pts.             | Giovanni Tocci · Italia · 386,20 pts.                  |
| Trampolín 3 m (20.08)           | Lorenzo Marsaglia · Italia · 453,85             | Jordan Houlden Reino Unido 428,55                    | Giovanni Tocci · Italia · 392,70                       |
| Plataforma 10 m (21.08)         | Olexi Sereda · Ucrania · 493,55                 | Noah Williams Reino Unido 459,00                     | Ben Cutmore Reino Unido 438,35                         |
| Trampolín 3 m sincro. (21.08)   | Anthony Harding Jack Laugher Reino Unido 412,83 | Lorenzo Marsaglia · Giovanni Tocci · Italia · 387,51 | Olexandr Horshkovozov · Oleh Kolodi · Ucrania · 384,39 |
| Plataforma 10 m sincro. (19.08) | Ben Cutmore Kyle Kothari Reino Unido 390,48     | Kiril Boliuj · Olexi Sereda · Ucrania · 388,02       | Timo Barthel · Jaden Eikermann · Alemania · 369,30     |

### Femenino
| Evento                          | Oro                                                       | Plata                                                | Bronce                                                   |
| ------------------------------- | --------------------------------------------------------- | ---------------------------------------------------- | -------------------------------------------------------- |
| Trampolín 1 m (16.08)           | Elena Bertocchi · Italia · 264,25 pts.                    | Emma Gullstrand · Suecia · 259,65 pts.               | Chiara Pellacani · Italia · 259,05 pts.                  |
| Trampolín 3 m (19.08)           | Chiara Pellacani · Italia · 318,75                        | Michelle Heimberg · Suiza · 301,80                   | Yasmin Harper Reino Unido 296,20                         |
| Plataforma 10 m (17.08)         | Andrea Spendolini-Sirieix Reino Unido 336,60              | Sofiya Lyskun · Ucrania · 329,80                     | Christina Wassen · Alemania · 314,10                     |
| Trampolín 3 m sincro. (18.08)   | Lena Hentschel · Tina Punzel · Alemania · 281,16          | Elena Bertocchi · Chiara Pellacani · Italia · 260,76 | Emilia Nilsson Garip · Elna Widerström · Suecia · 257,70 |
| Plataforma 10 m sincro. (20.08) | Andrea Spendolini-Sirieix Lois Toulson Reino Unido 303,60 | Xeniya Bailo · Sofiya Lyskun · Ucrania · 298,86      | Christina Wassen · Elena Wassen · Alemania · 289,86      |

### Mixto
| Evento                          | Oro                                                                                            | Plata                                                                               | Bronce                                                                             |
| ------------------------------- | ---------------------------------------------------------------------------------------------- | ----------------------------------------------------------------------------------- | ---------------------------------------------------------------------------------- |
| Trampolín 3 m sincro. (17.08)   | Tina Punzel · Lou Massenberg · Alemania · 294,69                                               | Grace Reid James Heatly Reino Unido 290,76                                          | Chiara Pellacani · Matteo Santoro · Italia · 283,56                                |
| Plataforma 10 m sincro. (16.08) | Lois Toulson Kyle Kothari Reino Unido 300,78                                                   | Sofiya Lyskun · Olexi Sereda · Ucrania · 298,59                                     | Sarah Jodoin Di Maria · Eduard Timbretti · Italia · 290,28                         |
| Equipo (15.05)                  | Eduard Timbretti · Sarah Jodoin Di Maria · Andreas Larsen · Chiara Pellacani · Italia · 402,55 | Xeniya Bailo · Kiril Boliuj · Viktoriya Kesar · Danylo Konovalov · Ucrania · 399,05 | James Heatly Noah Williams Andrea Spendolini-Sirieix Grace Reid Reino Unido 384,70 |

### Medallero
| Núm. | País        | Oro | Plata | Bronce | Total |
| ---- | ----------- | --- | ----- | ------ | ----- |
| 1    | Reino Unido | 6   | 3     | 3      | 12    |
| 2    | Italia      | 4   | 3     | 5      | 12    |
| 3    | Alemania    | 2   | 0     | 3      | 5     |
| 4    | Ucrania     | 1   | 5     | 1      | 7     |
| 5    | Suecia      | 0   | 1     | 1      | 2     |
| 6    | Suiza       | 0   | 1     | 0      | 1     |
|      | TOTAL       | 13  | 13    | 13     | 39    |

## Resultados de saltos de gran altura
| Evento            | Oro                                         | Plata                                       | Bronce                                    |
| ----------------- | ------------------------------------------- | ------------------------------------------- | ----------------------------------------- |
| Masculino (20.08) | Constantin Popovici · Rumania · 455,70 pts. | Cătălin-Petru Preda · Rumania · 436,20 pts. | Alessandro De Rose · Italia · 416,45 pts. |
| Femenino (19.08)  | Iris Schmidbauer · Alemania · 309,30        | Antonina Vyshyvanova · Ucrania · 295,40     | Elisa Cosetti · Italia · 284,30           |

### Medallero
| Núm. | País     | Oro | Plata | Bronce | Total |
| ---- | -------- | --- | ----- | ------ | ----- |
| 1    | Rumania  | 1   | 1     | 0      | 2     |
| 2    | Alemania | 1   | 0     | 0      | 1     |
| 3    | Ucrania  | 0   | 1     | 0      | 1     |
| 4    | Italia   | 0   | 0     | 2      | 2     |
|      | TOTAL    | 2   | 2     | 2      | 6     |

## Resultados de natación en aguas abiertas

### Masculino
| Evento        | Oro                                     | Plata                                  | Bronce                           |
| ------------- | --------------------------------------- | -------------------------------------- | -------------------------------- |
| 5 km (20.08)  | Gregorio Paltrinieri · Italia · 52:13,5 | Domenico Acerenza · Italia · 52:14,2   | Logan Fontaine Francia 52:20,8   |
| 10 km (21.08) | Domenico Acerenza · Italia · 1:50:33,6  | Marc-Antoine Olivier Francia 1:50:37,3 | Logan Fontaine Francia 1:50:39,1 |
| 25 km (20.08) | Cancelado                               | Cancelado                              | Cancelado                        |

### Femenino
| Evento        | Oro                                            | Plata                                  | Bronce                                   |
| ------------- | ---------------------------------------------- | -------------------------------------- | ---------------------------------------- |
| 5 km (20.08)  | Sharon van Rouwendaal · Países Bajos · 56:58,7 | María de Valdés · España · 57:00,2     | Giulia Gabbrielleschi · Italia · 57:00,3 |
| 10 km (21.08) | Leonie Beck · Alemania · 2:01:13,4             | Ginevra Taddeucci · Italia · 2:01:15,2 | Angélica André Portugal 2:01:16,4        |
| 25 km (20.08) | Cancelado                                      | Cancelado                              | Cancelado                                |

### Equipos
| Evento             | Oro                                                                                             | Plata                                                                             | Bronce                                                                       |
| ------------------ | ----------------------------------------------------------------------------------------------- | --------------------------------------------------------------------------------- | ---------------------------------------------------------------------------- |
| Por equipo (21.08) | Rachele Bruni · Ginevra Taddeucci · Gregorio Paltrinieri · Domenico Acerenza · Italia · 59:43,1 | Réka Rohács · Anna Olasz · Dávid Betlehem · Kristóf Rasovszky · Hungría · 59:53,9 | Madelon Catteau Aurélie Muller Axel Reymond Logan Fontaine Francia 1:00:08,3 |

### Medallero
| Núm. | País         | Oro | Plata | Bronce | Total |
| ---- | ------------ | --- | ----- | ------ | ----- |
| 1    | Italia       | 3   | 2     | 1      | 6     |
| 2    | Alemania     | 1   | 0     | 0      | 1     |
| 2    | Países Bajos | 1   | 0     | 0      | 1     |
| 4    | Francia      | 0   | 1     | 3      | 4     |
| 5    | España       | 0   | 1     | 0      | 1     |
| 5    | Hungría      | 0   | 1     | 0      | 1     |
| 7    | Portugal     | 0   | 0     | 1      | 1     |
|      | TOTAL        | 5   | 5     | 5      | 15    |

## Resultados de natación artística

### Masculino
| Evento                      | Oro                                      | Plata                                          | Bronce                               |
| --------------------------- | ---------------------------------------- | ---------------------------------------------- | ------------------------------------ |
| Solo rutina técnica (12.08) | Giorgio Minisini · Italia · 85,7033 pts. | Fernando Díaz del Río · España · 79,45951 pts. | Ivan Martinović Serbia 58,8834 pts.  |
| Solo rutina libre (14.08)   | Giorgio Minisini · Italia · 88,4667      | Fernando Díaz del Río · España · 83,3333       | Quentin Rakotomalala Francia 78,0000 |

### Femenino
| Evento                        | Oro | Plata | Bronce |
| ----------------------------- | --- | --- | --- |
| Solo rutina técnica (12.08)   | Marta Fiedina · Ucrania · 92,6394 pts. | Linda Cerruti · Italia · 90,8839 pts. | Vasiliki Alexandri · Austria · 90,0156 pts. |
| Solo rutina libre (14.08)     | Marta Fiedina · Ucrania · 94,6333 | Linda Cerruti · Italia · 92,1000 | Vasiliki Alexandri · Austria · 91,8333 |
| Dúo rutina técnica (15.08)    | Maryna Alexiva · Vladyslava Alexiva · Ucrania · 92,8538 | Anna-Maria Alexandri · Eirini-Marina Alexandri · Austria · 91,9852 | Linda Cerruti · Costanza Ferro · Italia · 90,3577 |
| Dúo rutina libre (13.08)      | Maryna Alexiva · Vladyslava Alexiva · Ucrania · 94,7333 | Anna-Maria Alexandri · Eirini-Marina Alexandri · Austria · 93,0000 | Linda Cerruti · Costanza Ferro · Italia · 91,7000 |
| Equipo rutina técnica (11.08) | Ucrania · Maryna Alexiva · Vladyslava Alexiva · Olesia Derevianchenko · Marta Fiedina · Veronika Hryshko · Anhelina Ovchynnikova · Anastasiya Shmonina · Valeriya Tyshchenko · 92,5106                                        | Italia · Domiziana Cavanna · Linda Cerruti · Costanza Di Camillo · Costanza Ferro · Gemma Galli · Marta Iacoacci · Marta Murru · Enrica Piccoli · 90,3772                                    | Francia Ambre Esnault Laura González Mayssa Guermoud Oriane Jaillardon Maureen Jenkins Romane Lunel Eve Planeix Charlotte Tremble 88,0093                                                                           |
| Equipo rutina libre (15.08)   | Ucrania · Maryna Alexiva · Vladyslava Alexiva · Olesia Derevianchenko · Marta Fiedina · Veronika Hryshko · Anhelina Ovchynnikova · Anastasiya Shmonina · Valeriya Tyshchenko · 94,1000                                        | Italia · Domiziana Cavanna · Linda Cerruti · Costanza Di Camillo · Costanza Ferro · Gemma Galli · Marta Iacoacci · Enrica Piccoli · Francesca Zunino · 92,6667                               | Francia Camille Bravard Ambre Esnault Laura González Mayssa Guermoud Maureen Jenkins Eve Planeix Charlotte Tremble Mathilde Vigneres 90,5667                                                                        |
| Combinación libre (14.08)     | Ucrania · Maryna Alexiva · Vladyslava Alexiva · Olesia Derevianchenko · Marta Fiedina · Veronika Hryshko · Sofiya Matsiyevska · Daria Moshynska · Anhelina Ovchynnikova · Anastasiya Shmonina · Valeriya Tyshchenko · 95,2000 | Italia · Domiziana Cavanna · Linda Cerruti · Costanza Di Camillo · Costanza Ferro · Gemma Galli · Marta Iacoacci · Marta Murru · Enrica Piccoli · Federica Sala · Francesca Zunino · 92,6667 | Grecia · Zoí Agrafioti · María Alziguzi Kominea · Eleni Fragaki · Krystalenia Yalamá · Zoí Karányelu · María Karapanayotu · Danái Kariori · Ifiyenia Krommydaki · Sofía Malkoyeorgu · Andriana Misikevych · 89,4000 |
| Highlight (12.08)             | Ucrania · Maryna Alexiva · Vladyslava Alexiva · Olesia Derevianchenko · Marta Fiedina · Veronika Hryshko · Sofiya Matsiyevska · Daria Moshynska · Anhelina Ovchynnikova · Anastasiya Shmonina · Valeriya Tyshchenko · 94,0667 | Italia · Domiziana Cavanna · Linda Cerruti · Costanza Di Camillo · Costanza Ferro · Gemma Galli · Marta Iacoacci · Marta Murru · Enrica Piccoli · Federica Sala · Francesca Zunino · 91,7000 | Francia Camille Bravard Manon Disbeaux Ambre Esnault Laura González Mayssa Guermoud Maureen Jenkins Romane Lunel Eve Planeix Charlotte Tremble Mathilde Vigneres 89,2000                                            |

### Mixto
| Evento                     | Oro                                                     | Plata                                      | Bronce                                                     |
| -------------------------- | ------------------------------------------------------- | ------------------------------------------ | ---------------------------------------------------------- |
| Dúo rutina técnica (15.08) | Lucrezia Ruggiero · Giorgio Minisini · Italia · 89,3679 | Emma García · Pau Ribes · España · 83,7548 | Silvia Solymosyová · Jozef Solymosy · Eslovaquia · 75,5914 |
| Dúo rutina libre (13.08)   | Lucrezia Ruggiero · Giorgio Minisini · Italia · 89,7333 | Emma García · Pau Ribes · España · 84,7667 | Silvia Solymosyová · Jozef Solymosy · Eslovaquia · 77,0333 |

### Medallero
| Núm. | País       | Oro | Plata | Bronce | Total |
| ---- | ---------- | --- | ----- | ------ | ----- |
| 1    | Ucrania    | 8   | 0     | 0      | 8     |
| 2    | Italia     | 4   | 6     | 2      | 12    |
| 3    | España     | 0   | 4     | 0      | 4     |
| 4    | Austria    | 0   | 2     | 2      | 4     |
| 5    | Francia    | 0   | 0     | 4      | 4     |
| 6    | Eslovaquia | 0   | 0     | 2      | 2     |
| 7    | Grecia     | 0   | 0     | 1      | 1     |
| 7    | Serbia     | 0   | 0     | 1      | 1     |
|      | TOTAL      | 12  | 12    | 12     | 36    |

## Medallero total
| Núm. | País                 | Oro | Plata | Bronce | Total |
| ---- | -------------------- | --- | ----- | ------ | ----- |
| 1    | Italia               | 24  | 24    | 19     | 67    |
| 2    | Reino Unido          | 10  | 8     | 9      | 27    |
| 3    | Ucrania              | 10  | 6     | 1      | 17    |
| 4    | Alemania             | 6   | 2     | 7      | 15    |
| 5    | Hungría              | 5   | 8     | 3      | 16    |
| 6    | Países Bajos         | 5   | 1     | 6      | 12    |
| 7    | Suecia               | 4   | 2     | 2      | 8     |
| 8    | Francia              | 3   | 8     | 10     | 21    |
| 9    | Rumania              | 3   | 1     | 0      | 4     |
| 10   | Suiza                | 1   | 4     | 0      | 5     |
| 11   | Grecia               | 1   | 1     | 2      | 4     |
| 12   | Lituania             | 1   | 0     | 3      | 4     |
| 13   | Bosnia y Herzegovina | 1   | 0     | 1      | 2     |
| 14   | Israel               | 1   | 0     | 0      | 1     |
| 15   | España               | 0   | 5     | 0      | 5     |
| 16   | Austria              | 0   | 2     | 4      | 6     |
| 17   | Polonia              | 0   | 1     | 1      | 2     |
| 18   | Dinamarca            | 0   | 1     | 0      | 1     |
| 18   | Finlandia            | 0   | 1     | 0      | 1     |
| 20   | Portugal             | 0   | 0     | 3      | 3     |
| 21   | Eslovaquia           | 0   | 0     | 2      | 2     |
| 22   | Serbia               | 0   | 0     | 1      | 1     |
| 22   | Turquía              | 0   | 0     | 1      | 1     |
|      | TOTAL                | 75  | 75    | 75     | 225   |